# Sphinx leucophaeata
Sphinx leucophaeata är en fjärilsart som beskrevs av James Brackenridge Clemens 1859. Sphinx leucophaeata ingår i släktet Sphinx och familjen svärmare. Inga underarter finns listade i Catalogue of Life.

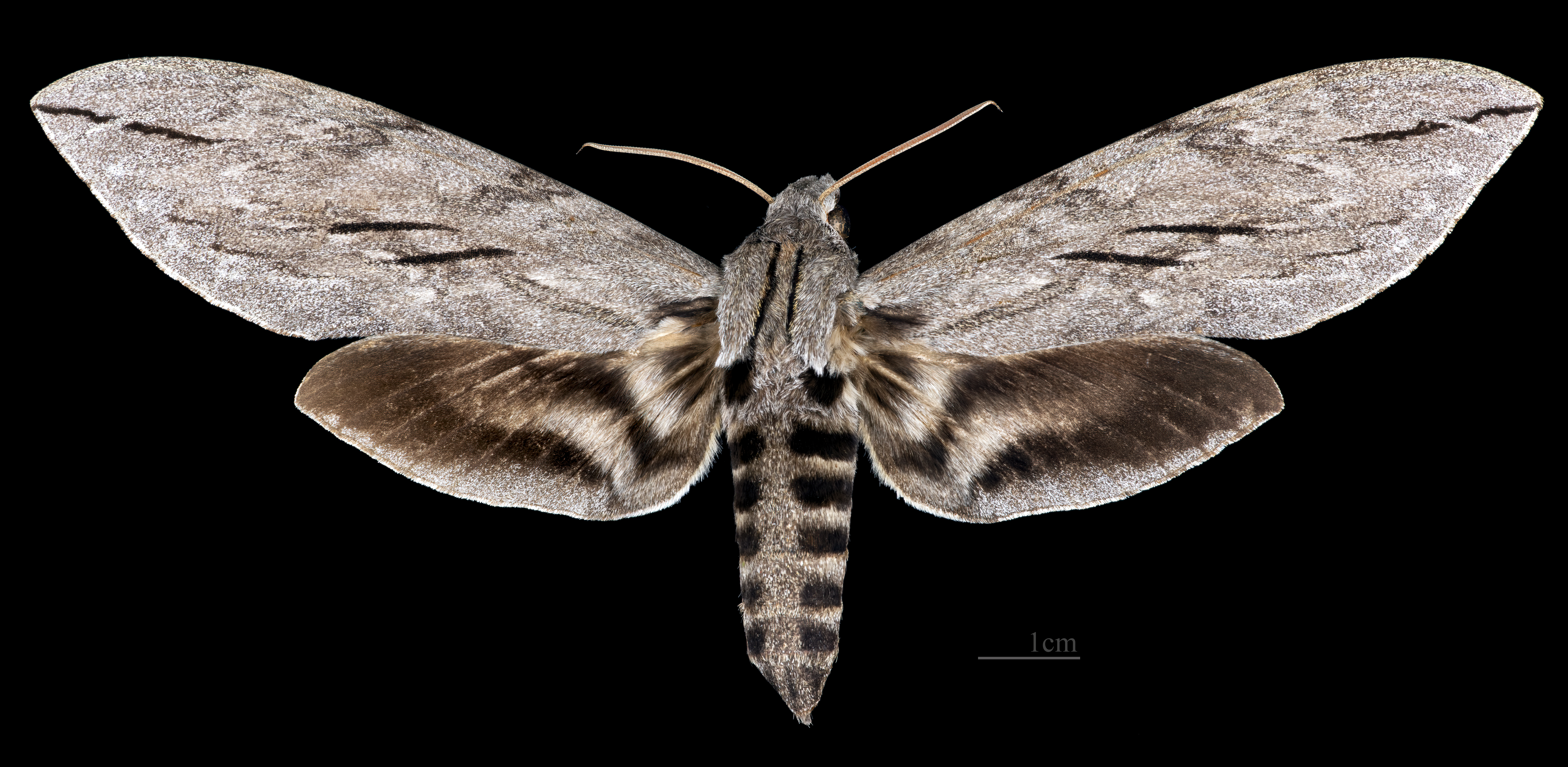
Sphinx leucophaeata ♀
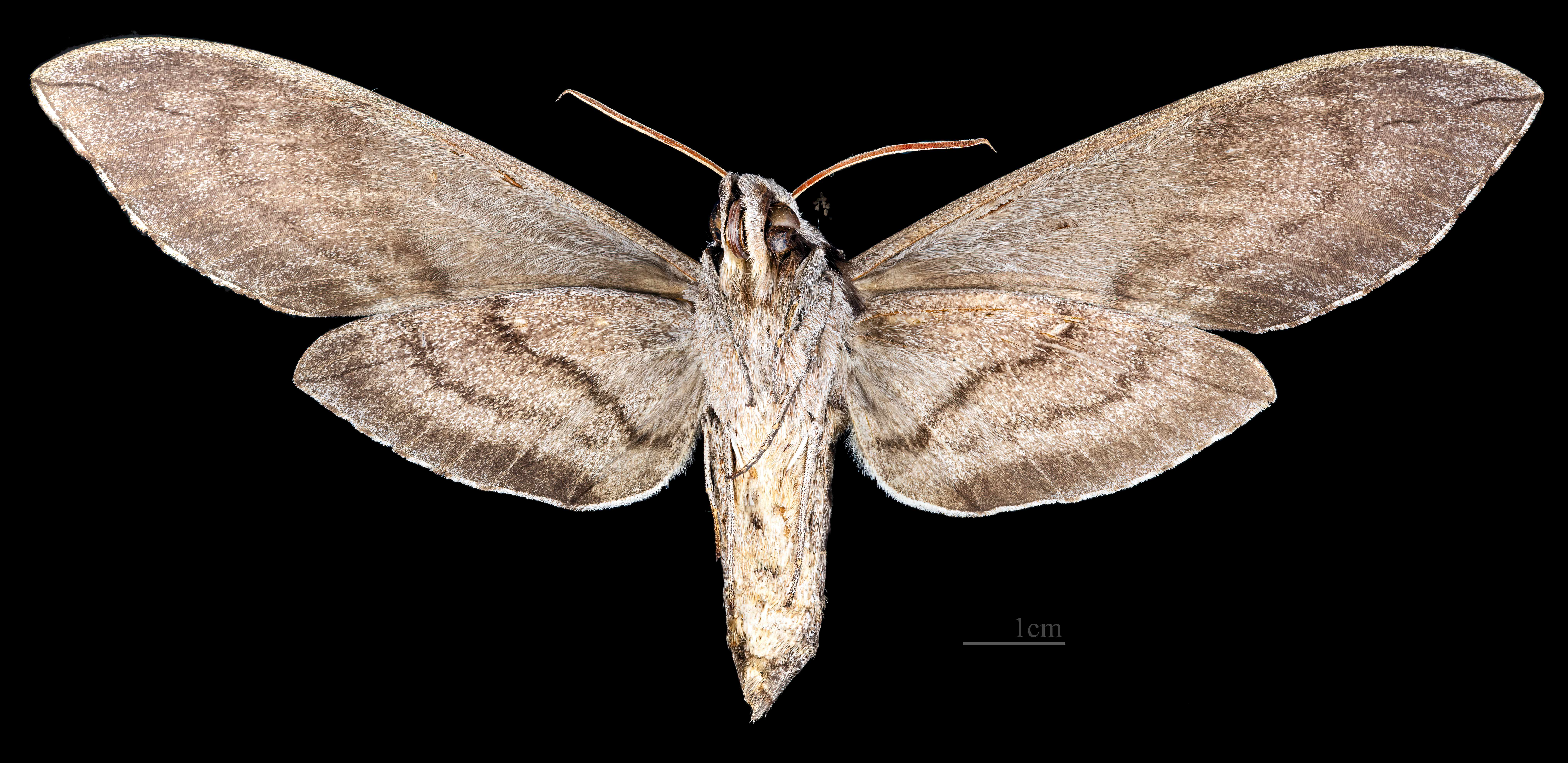
Sphinx leucophaeata ♀ △